# Austropurcellia
Genre
Austropurcellia est un genre d'opilions cyphophthalmes de la famille des Pettalidae.

## Distribution
Les espèces de ce genre sont endémiques du Queensland en Australie.

## Liste des espèces
Selon World Catalogue of Opiliones (15/04/2021) :
- Austropurcellia absens Boyer & Popkin-Hall, 2015
- Austropurcellia acuta Popkin-Hall & Boyer, 2014
- Austropurcellia alata Boyer & Reuter, 2012
- Austropurcellia arcticosa (Cantrell, 1980)
- Austropurcellia barbata Popkin-Hall & Boyer, 2014
- Austropurcellia cadens Baker & Boyer, 2015
- Austropurcellia capricornia (Davies, 1977)
- Austropurcellia clousei Boyer, Baker & Popkin-Hall, 2015
- Austropurcellia culminis Boyer & Reuter, 2012
- Austropurcellia daviesae (Juberthie, 1989)
- Austropurcellia despectata Boyer & Reuter, 2012
- Austropurcellia finniganensis Popkin-Hall, Jay & Boyer, 2016
- Austropurcellia forsteri (Juberthie, 2000)
- Austropurcellia fragosa Popkin-Hall, Jay & Boyer, 2016
- Austropurcellia giribeti Boyer & Quay, 2015
- Austropurcellia megatanka Jay, Cobblens & Boyer, 2016
- Austropurcellia monteithi Jay, Popkin-Hall, Coblens & Boyer, 2016
- Austropurcellia nuda Popkin-Hall, Jay & Boyer, 2016
- Austropurcellia riedeli Jay, Oberski & Boyer, 2016
- Austropurcellia scoparia Juberthie, 1988
- Austropurcellia sharmai Boyer & Quay, 2015
- Austropurcellia superbensis Popkin-Hall & Boyer, 2014
- Austropurcellia tholei Baker & Boyer, 2015
- Austropurcellia vicina Boyer & Reuter, 2012
- Austropurcellia woodwardi (Forster, 1955)

## Publication originale
- Juberthie, 1988 : « Un nouvel opilion cyphophthalme aveugle d'Australie: Austropurcellia gen. nov., scoparia n. sp. » Memoires de Biospéologie, vol. 15, p. 133-140.